# Hulluuden Highway
Hulluuden Highway (dal finlandese "Autostrada della pazzia") è il sesto album di studio del gruppo rock finlandese Haloo Helsinki! che è stato pubblicato il 10 marzo 2017 dalla Ratas Music Group.
Il primo singolo estratto dall'album è Rakas, pubblicato il 2 dicembre 2016, il qual ha raggiunto la prima posizione della classifica dei brani più ascoltati in radio. Il secondo singolo, Hulluuden Highway, è stato pubblicato il 27 gennaio 2017. Ha raggiunto la prima posizione nei brani più scaricati. Il terzo singolo estratto dall'album, Oh No Let's Go, è stato pubblicato il 13 giugno 2017.

## Tracce
1. Hei Haloo – 4:27
2. Hulluuden Highway – 4:16
3. Kärpästen herra – 4:41
4. Rakas – 3:34
5. Oh No Let's Go – 4:21
6. Halleluja – 4:11
7. Tää rakkaus ei lopu koskaan – 3:59
8. Saatanan Zen – 3:49
9. Terveisin mä – 5:11
10. Laula lujempaa (Show Must Go On) – 4:11
11. Rakasta mua nyt – 3:57
12. Yhdessä ihminen – 6:09